# Carpophage à ventre roux
Ducula rufigaster
Espèce
Statut de conservation UICN

 LC  : Préoccupation mineure
Le Carpophage à ventre roux (Ducula rufigaster) est une espèce d'oiseau appartenant à la famille des Columbidae.

## Description
Cet oiseau mesure 33 à 39 cm de longueur pour une masse de 415 à 580 g.
La tête et l'avant du cou sont rose mauve pâle teinté de roussâtre doré sur la poitrine et les flancs. La nuque et le manteau sont gris bleu. Le dos et les ailes sont verts avec des reflets rouge pourpre. L'abdomen est châtain d'où les noms spécifiques à la fois scientifique et français. Les sous-caudales sont blanchâtres. Le croupion et les deux-tiers de la queue sont rouge pourpre tandis que le tiers terminal est gris.
Les deux sexes se ressemblent beaucoup, toutefois la femelle est un peu plus sombre que le mâle et présente moins de reflets sur les parties supérieures.

## Répartition
Cet oiseau vit en Nouvelle-Guinée.

## Habitat
Cette espèce peuple les forêts humides et leurs lisières.

## Alimentation
Cet oiseau se nourrit de fruits comme la majorité des carpophages mais exploite les zones inférieures de la canopée et non le sommet de celle-ci. Il est également plus solitaire.